# Kaleval'skij rajon
Il Kaleval'skij rajon (in russo Калевальский район?) è un rajon della Repubblica di Carelia, nella Russia europea. Istituito nel 1927, il suo capoluogo è Kalevala.